# Grand Canal de Versailles
Pour les articles homonymes, voir Grand Canal.
 (avril 2011).
Si vous disposez d'ouvrages ou d'articles de référence ou si vous connaissez des sites web de qualité traitant du thème abordé ici, merci de compléter l'article en donnant les références utiles à sa vérifiabilité et en les liant à la section « Notes et références ».

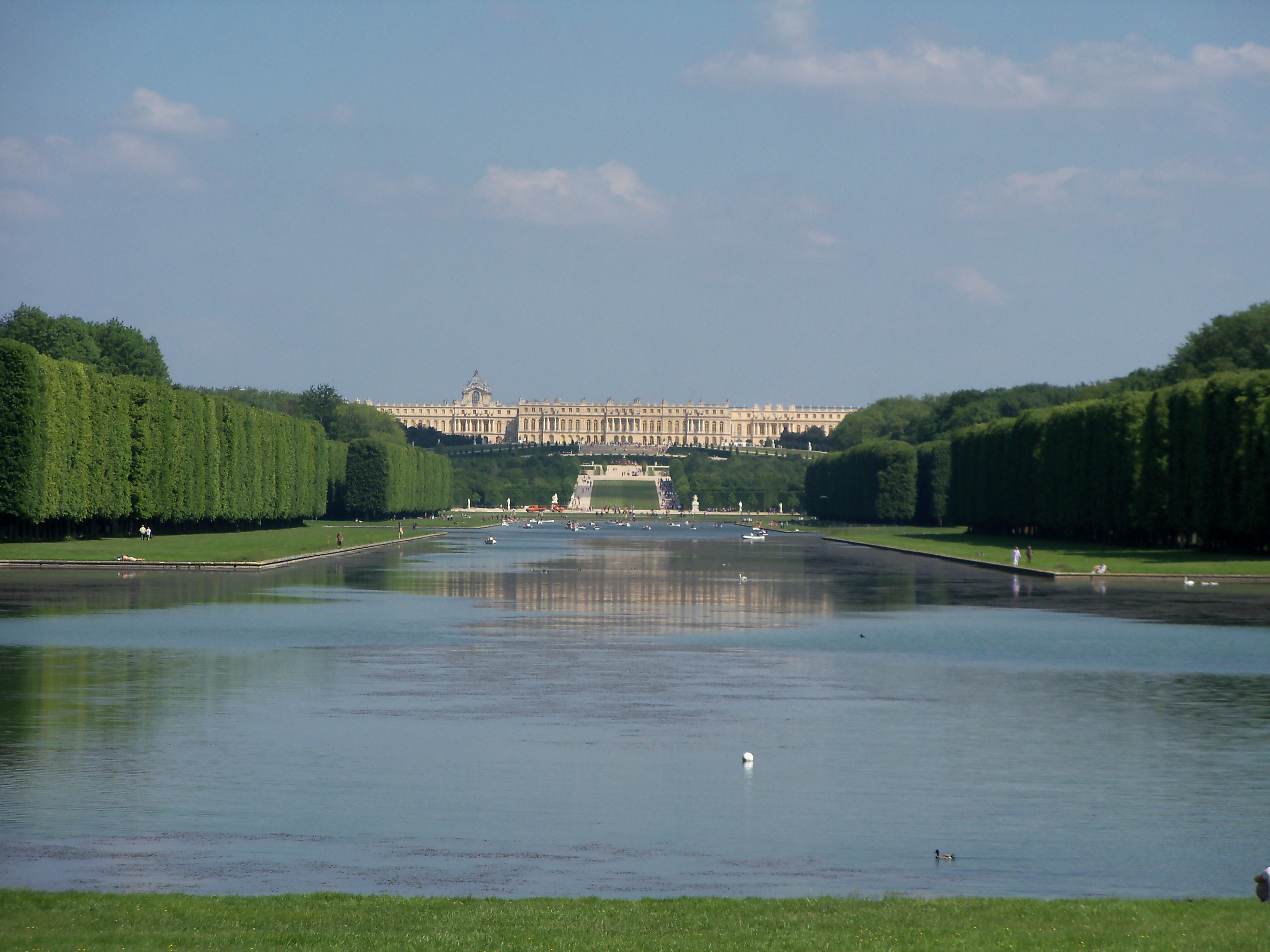
Grand Canal vu de l'ouest.

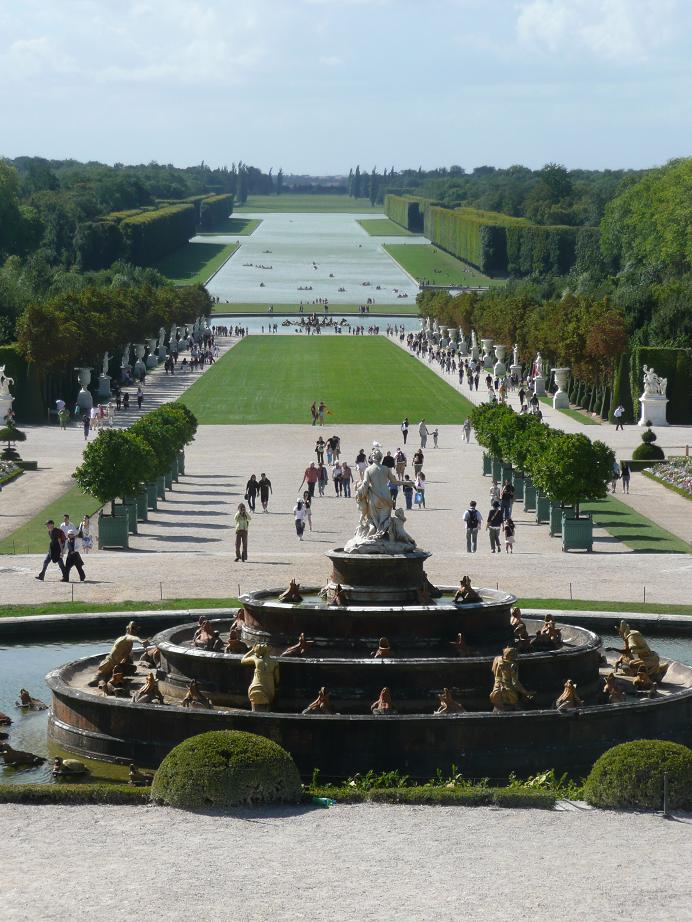
Le Grand Canal vu des jardins.

Le Grand Canal de Versailles est le plus grand bassin du parc du château de Versailles. En forme de croix, il fut construit entre 1667 et 1679, à l'instigation de Le Nôtre. Avant cette date le parc, fermé par une grille, s'arrêtait derrière le bassin des Cygnes.

## Présentation
L'Académie royale des sciences dissuada, dans un premier temps[Quand ?], le « jardinier du roi » de se lancer dans une telle entreprise, car le terrain, une zone marécageuse appelée « étang puant » qui était à l'origine de nombreuses maladies parmi les Versaillais, était alors très inégal. Cette pièce d'eau monumentale fut néanmoins réalisée avec succès, coupant le ru de Gally qui servit à l’alimentation du canal.
Le plan du Grand Canal se présente aujourd'hui sous la forme d'une croix dont la perspective principale orientée est-ouest est située dans l'axe du château et mesure 1,670 km. Tandis que la branche perpendiculaire (qui fut creusée en premier), orientée nord-sud et longue de 1 km, est constituée de deux bras : celui du nord allant vers Trianon fait 400 mètres, tandis que celui du sud qui se dirige vers la Ménagerie royale (aujourd'hui disparue) mesure 600 mètres.
Ces deux axes nord-sud et est-ouest ont tous deux une largeur de 62 mètres et couvrent une superficie de 24 hectares, pour un périmètre 5,5 km bordé initialement de quatre rangées d'ormes, agrémenté de statues signées Tuby, réalisées selon des croquis de Le Brun, représentant des enfants et des chevaux marins.
Les travaux achevés en 1679, le Grand Canal servira de point de départ aux feux d'artifice donnés lors des somptueuses fêtes royales que Louis XIV organisait à Versailles.
L'hiver, lorsque le gel interdisait toute navigation, le Grand Canal se transformait alors en patinoire accueillant patineurs et traîneaux.
Au-delà des exigences décoratives et ludiques de cet aspect du jardin, le Grand Canal jouait également un rôle pratique. En effet, situé à un point bas dans le parc, il recevait l’eau qui s’écoulait des fontaines situées dans les jardins en amont. Celle-ci était alors pompée grâce à un réseau de pompes actionnées par des moulins à vent et des moulins à cheval, puis renvoyée au réservoir placé sur le toit de la grotte de Thétys afin de réalimenter les fontaines. Ce système hydraulique fonctionnait alors en circuit fermé.
Durant la Révolution, le canal sera comblé et servira de champ de blé. Louis XVIII le fera rétablir dans sa vocation première.
En octobre 1939, au début de la Seconde Guerre mondiale, le Grand Canal est asséché pour tromper les aviateurs ennemis. Sous l'Occupation, par manque d'entretien, des berges s'écroulent. Les bombardements de juin 1944 les détériorent également.
En 2016, l'artiste danois Olafur Eliasson installe Waterfall à l'extrémité orientale du Grand Canal.

## Marine

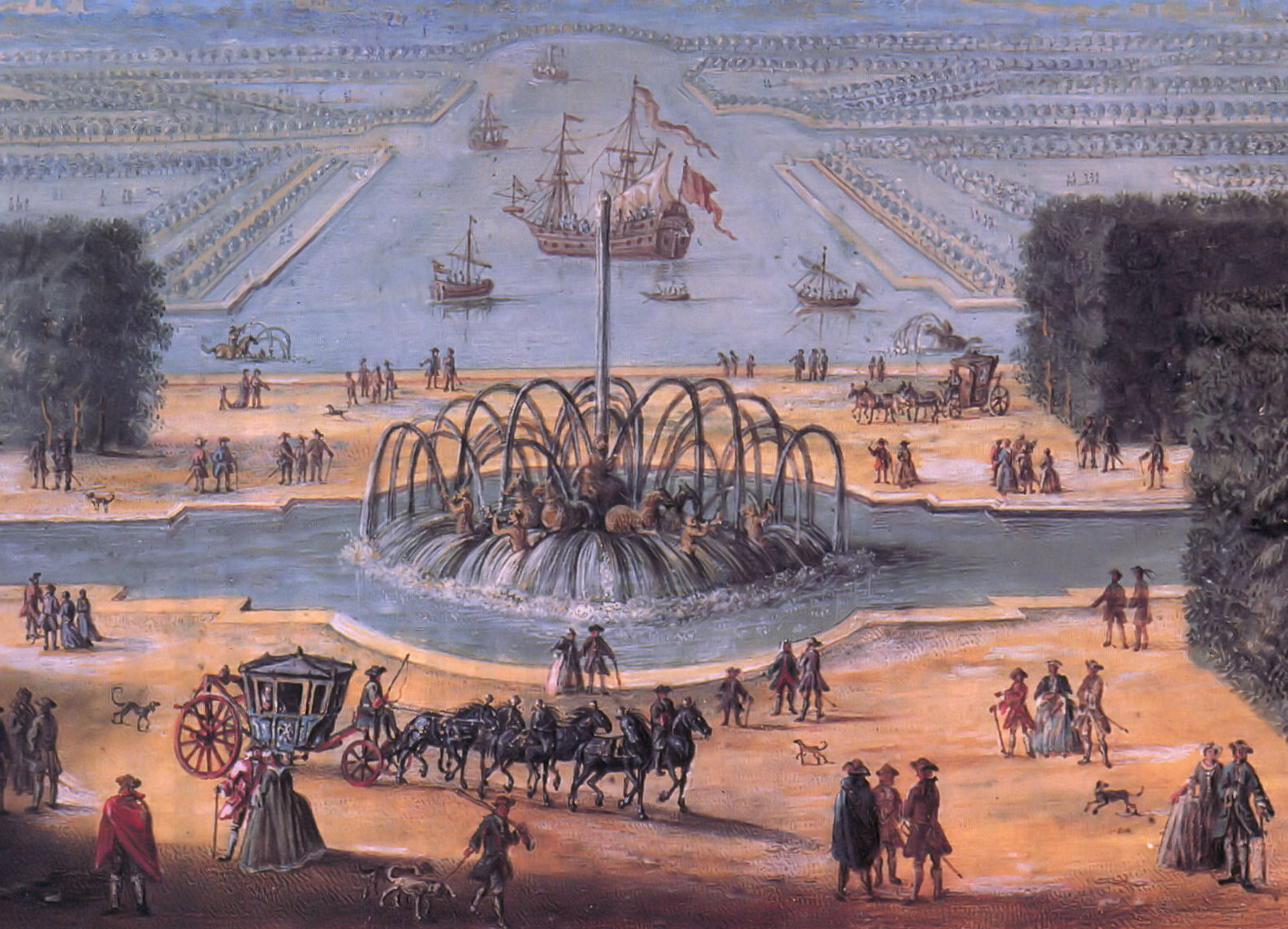
Le bassin d'Apollon avec en arrière-plan, la flotte sur le Grand Canal.

### Flotte
Louis XIV y fera voguer une flotte conséquente : un trois-mâts (« Le Grand Vaisseau »), une galère, des chaloupes, des galiotes, des brigantins, des gondoles (offertes par le Doge de Venise) et, à partir de 1675, deux yachts d'Angleterre,.
La réplique du Grand Vaisseau est actuellement en construction par l'ASBL, l'Atelier Marin à Bruxelles.

### Mariniers
Jusqu'au XVIIe siècle, les matelots venant du Pecq, de Poissy et de Saint-Cloud, auraient été logés, au sud, au bout de l'allée des Matelots, dans un endroit devenu depuis un lieu ferroviaire avec la gare des Matelots (desservant le camp des Matelots tout proche). Ceux-ci sont remplacés en 1684 par un équipage fixe comprenant : un lieutenant, un maître, un contremaître, onze matelots, six gondoliers (dont deux Toulonnais et quatre Vénitiens[réf. souhaitée]), huit charpentiers (dont deux Italiens[réf. souhaitée]), deux calfats, ainsi qu'un scieur de long, tous étant placés sous le commandement du capitaine Consolin. Ils furent logés dans des bâtiments construits spécialement à leur intention, baptisés la « Petite Venise » situés à l'extrémité orientale du Grand Canal à proximité immédiate du bassin d'Apollon.

En 1685, 260 hommes venant de Flandre sont affectés à trois compagnies pour les frégates[source insuffisante].